# Cansada estoy de las Sombras, dijo la Dama de Shalott
Cansada estoy de las Sombras, dijo la Dama de Shalott (en inglés: I Am Half-Sick of Shadows, Said the Lady of Shalott) es una pintura de John William Waterhouse finalizada en 1916. Es la tercera obra de Waterhouse que representa escenas del poema de Tennyson, "La Dama de Shalott".  El título del cuadro es una cita de las dos últimas líneas del cuarto y último verso de la segunda parte del poema de Tennyson:

Pero aún ella goza cuando teje

Las mágicas visiones del espejo,

A menudo en las noches silenciosas

Un funeral con velas y penachos

Con su música iba a Camelot:
 
O cuando estaba la luna en el cielo
 
Venían dos amantes ya casados;
 
"Cansada estoy de las sombras", dijo

La Dama de Shalott.

Esta pintura representa un momento del cuento de la Dama de Shalott aún anterior al que representa Waterhouse en sus dos obras previas de 1888 y 1894. La Dama sigue encerrada en su torre, tejiendo un tapiz, observando el mundo exterior a través de reflejos en el espejo que está detrás de ella.  En el cuadro, el espejo revela un puente sobre un río que lleva a los muros y las torres de Camelot; también se aprecia en la cercanía a un hombre y una mujer, tal vez los "dos amantes ya casados" a los que se refiere Tennyson en su poema. La escena ocurre justo antes de que aparezca una imagen de Lanzarote en el espejo, incitando a la Dama a salir de la torre para morir.   
La pintura muestra a la Dama de Shalott tomando un descanso después de tejer.
La Dama lleva un vestido rojo, y está en una habitación con columnas clásicas. El marco del telar y las baldosas geométricas del suelo adentran al espectador en la habitación, donde los colores rojo, amarillo y azul hacen eco de aquellos colores más vivos en el exterior.  Las lanzaderas del telar parecen pequeños botes, que presagian la posterior muerte de la Dama. 
La pintura fue expuesta en la Exposición de Verano de la Royal Academy en 1916. Se vendió en la finca de  J. G. Griffiths en Los Hamptons en 1923 por 300 guineas, y pasó por manos del marchante de arte Arthur de Casseres. Fue propiedad del Sr. y la Sra. Cowan, y heredada por su sobrina-nieta, la esposa del ingeniero canadiense Philip Berney Jackson, quien lo donó a la Galería de Arte de Ontario en 1971.

## Véase también

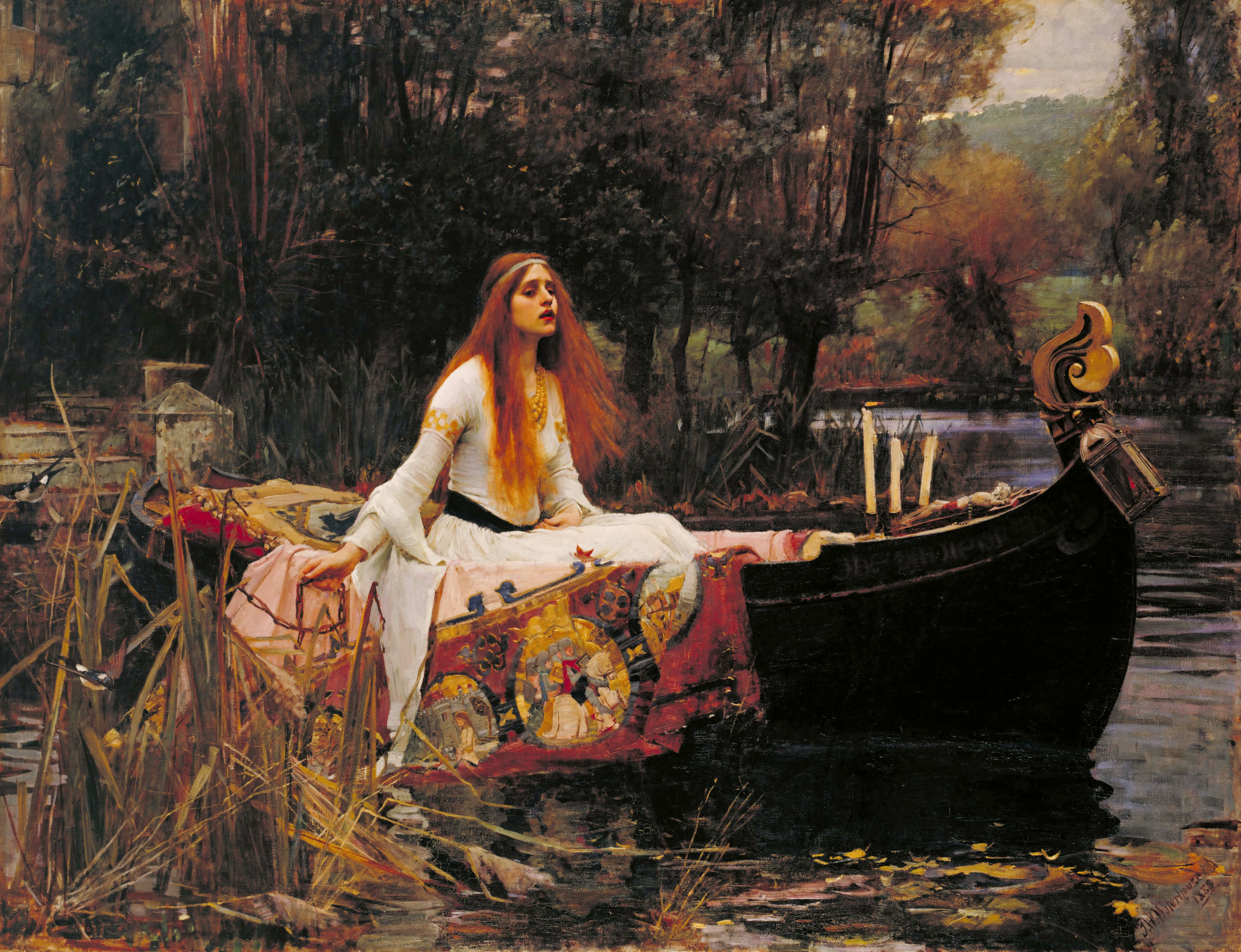
La dama de Shalott, 1888 Tate Britain, Londres.
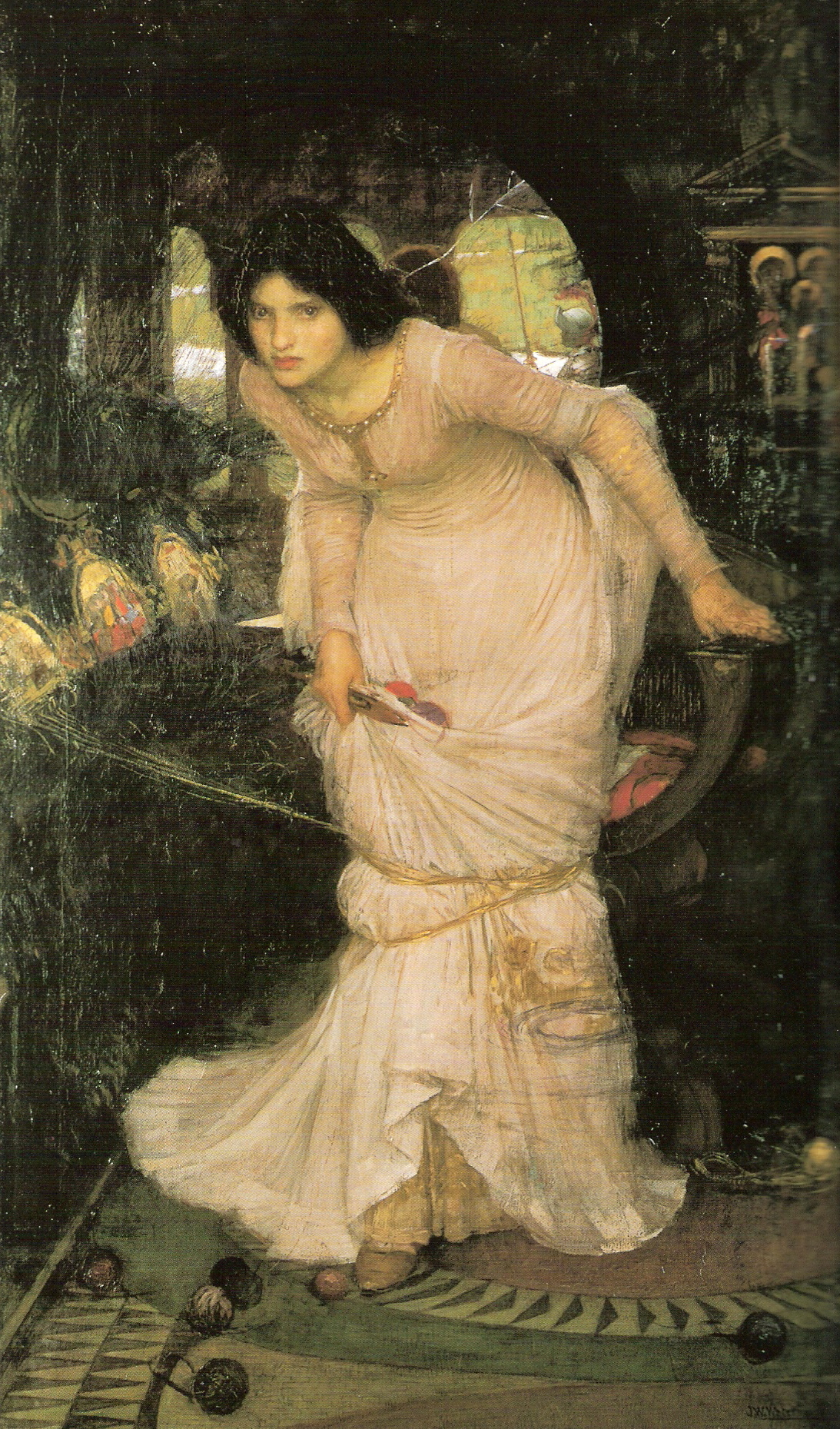
La dama de Shalott mirando a Lanzarote, 1894 Galería de Arte de Leeds.